# John Lautner
Pour les articles homonymes, voir Lautner.
John Edward Lautner, né le 16 juillet 1911 à Marquette (Michigan) et mort le 24 octobre 1994 à Los Angeles, est un architecte américain dont la production très influente, essentiellement située en Californie du Sud, combine la prouesse technique avec une architecture très sensuelle et spectaculairement futuriste.

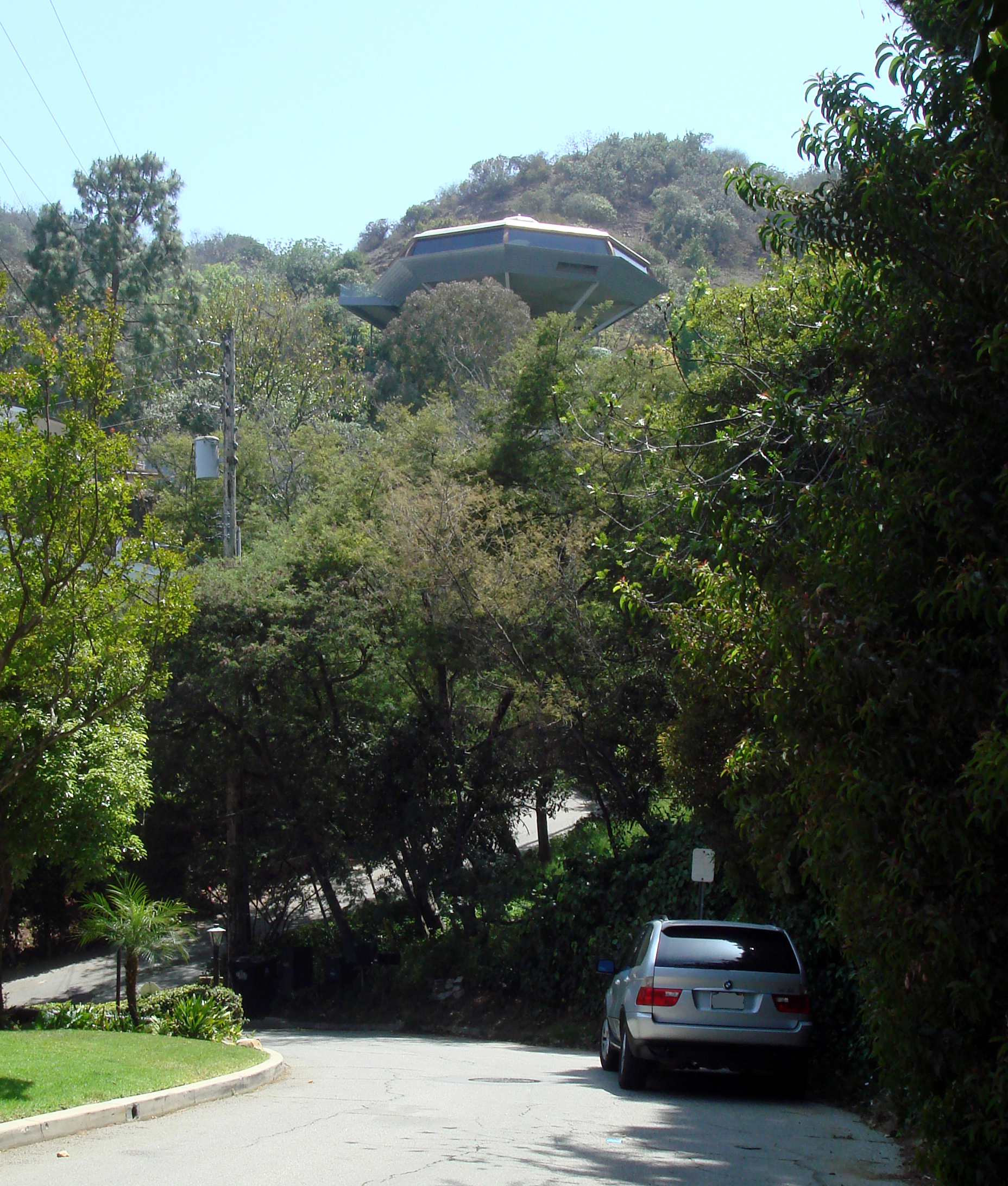
Chemosphere (1960), Los Angeles.

## Biographie

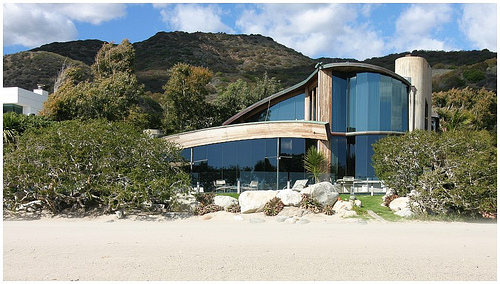
Villa Segel à Malibu

Lautner est né à Marquette dans le Michigan. Il fit partie de l'équipe réunie autour de Frank Lloyd Wright à Taliesin où, pendant près de six ans dans les années 1930, il se forma à l'architecture, côtoyant de grands artistes tels E. Fay Jones (en), Paolo Soleri ou Santiago Martínez Delgado (en), et où il fit office de chef de chantier sur la construction de la résidence Wingspread de Johnson construite par Wright ainsi que deux autres de ses projets à Los Angeles (dont la Sturges House (en)). Il fait partie des figures issues de Taliesin parmi les plus talentueuses.
La Chemosphere est devenu un monument de Los Angeles qui évoque à la fois l'espoir et un grain de folie. Elle a servi de décor pour des films comme Body Double de Brian De Palma ou Charlie et ses drôles de dames de McG, ou encore pour le jeu vidéo Grand Theft Auto: San Andreas. En 2000, l'éditeur allemand Benedikt Taschen en fait l'acquisition et en commande la restauration aux architectes Frank Escher et Ravi Gune Wardena. Une copie de la Chemosphere est utilisée comme plateau pour des émissions de télévision.
Quoique surtout connu pour ses villas, Lautner a entièrement conçu un concept original d'architecture commerciale : le Googie. Avec bâtiment du café Googie de 1949 situé au croisement de Sunset Strip et Crescent Heights, d'inspiration futuriste dans la droite ligne de sa sensibilité, et en contradiction avec l'attente des commanditaires, il conçut une tour panoramique avec de grandes parois en verre, dont l'allure stupéfiante agit comme un signal fort pour l'automobiliste : une sorte de placard publicitaire incarné dans le bâti. Ce café reflète l'esprit du temps, le Zeitgeist, de l'Amérique d'après guerre. D'autres commerces franchisés comme le Tiny Naylor's, le Ship's, le Norm's ou le Clock's vont rapidement imiter ce design, ce qui constitue une preuve de sa valeur commerciale.
Le mot Googie fut labellisé dans une revue de 1952 par Douglas Haskell, professeur à Yale. Bien que ce genre ait déjà trouvé, alors, ses inconditionnels, le microcosme architectural des années 1950 le dénigra, le jugeant superficiel et vulgaire. Il fallut attendre 1972 et la parution du livre de Robert Venturi Learning from Las Vegas pour que le monde de l'architecture commence à envisager la valeur de la démarche de Lautner. Sa réputation en souffrit. S'ensuivront des années de vaches maigres lors des décennies 1950 et 1960, puis l'occasion de construire des villas en béton banché apparaît comme une résurgence de son style dans les années 1970, notamment la résidence Bob Hope, et d'autres maisons à Palm Springs.
Parmi d'autres réalisations de Lautner on signalera aussi la résidence Arango à Acapulco avec son auvent suspendu en béton qui recadre la baie ou le motel Hot Spring à Palm Springs. Ses configurations spatiales spectaculaires et photogéniques sont souvent exploitées dans les films, notamment la résidence Elrod à Palm Springs qui accueillit le tournage du James Bond, Les diamants sont éternels en 1971.
Un des rares bâtiments de Lautner ouvert au public est le motel de Desert Hot Springs restauré en 2001.

## Quelques-unes de ses réalisations
- Villa Lautner, Los Angeles, 1940
- Villa Mauer, Los Angeles, 1946
- Motel de Desert Hot Springs, Desert Hot Springs, 1947
- Henry's Coffee Shop, Pomona, 1957
- Pearlman Mountain Cabin, Idyllwild, 1957
- Chemosphere, Hollywood, 1960
- Villa Wolff, Hollywood, 1961
- Villa Reiner "Silvertop", Los Angeles, 1963
- Elrod House, Palm Springs, 1968
- Villa Arango, Acapulco, 1973
- Villa Segel, Malibu, 1979
- Sheats Goldstein Residence, Los Angeles, 1989 (retouchée)
- Lycée international de Los Angeles (LILA), campus de Los Feliz